# Leslie Ramírez
Leslie Stephanie Ramírez Pérez (* 11. Januar 1996 in Los Angeles, Kalifornien) ist eine US-amerikanisch-guatemaltekisch-mexikanische Fußballspielerin, die im Mittelfeld agiert. Ihre drei Staatsangehörigkeiten erklären sich durch ihre Geburt in den Vereinigten Staaten sowie die Herkunft ihrer Eltern. Ihr Vater ist Mexikaner und wurde in San Miguel de Allende im Bundesstaat Guanajuato geboren, ihre Mutter ist Guatemaltekin und stammt aus der Hauptstadt Guatemala-Stadt.

## Leben
Im Alter von 4 Jahren spielte Ramírez in einer mexikanischen Wochenendliga, wo die meisten Spieler Jungs waren und ihr den Ball nicht zuspielten. Mehr Freude am Spiel entwickelte sie, nachdem sie sich erstmals einer Frauenmannschaft angeschlossen hatte, die den Namen Gigantes trug.
In der Jugend spielte sie ferner für die Frauenfußballmannschaft der El Camino Real High School und gehörte anschließend den Collegemannschaften der Cal State Northridge, des Los Angeles Pierce College und den Cal State LA Golden Eagles an.
Zur Saison 2020/21 wechselte sie zum Invictus Club Feminae und anschließend in die serbische Frauen-Superliga, wo sie für den ŽFK Mašinac Niš spielte.
Obwohl sie nur wenige Tage zuvor ihr Debüt im Dress der guatemaltekischen Frauenfußballnationalmannschaft gegeben hatte (und zum 9:0-Sieg gegen die Auswahl der Amerikanischen Jungferninseln zwei Treffer beisteuerte), wurde am 26. Februar 2022 ihr Wechsel zu Chivas Femenil bekanntgegeben; einem Verein, der traditionell nur in Mexiko geborene Spielerinnen unter Vertrag nimmt. Jedoch gelten nach mexikanischem Recht auch im Ausland geborene Menschen als Mexikaner, sofern sie zumindest einen Elternteil aus Mexiko haben, wodurch die Verpflichtung von Leslie Ramírez möglich war. Zwar hat der ehemalige Vereinspräsident Jorge Vergara einmal erklärt, nur Spieler unter Vertrag zu nehmen, die auch für die mexikanische Nationalmannschaft spielberechtigt seien, doch ist diese Auffassung nicht satzungskonform, so dass der Verpflichtung der guatemaltekischen Nationalspielerin tatsächlich nichts im Wege stand.